# 聖佩德羅 (亞利桑那州)
聖佩德羅（英語：San Pedro）是位於美國亞利桑那州皮馬縣的一個非建制地區。該地的面積和人口皆未知。

## 地理
聖佩德羅的座標為32°05′00″N 111°29′17″W / 32.08333°N 111.48806°W，而該地的平均海拔高度為821米（即2694英尺）。